# Miami Beach
Miami Beach este unul dintre orașele cu densitatea cea mai mare a populației din comitatul „Miami-Dade County”, statul Florida, SUA. El are în anul 2004, 89.700 loc. având o suprafață de 48,5 km². Orașul este situat pe o insulă la 6 km est de Miami. In Miami Beach sunt o muțime de hoteluri, restaurante și localuri de noapte amplasate în apropierede plajă care sunt frecventate de personalități ca artiști, sau milionari nordamericani.
1. ↑   https://www.miamibeachfl.gov/staff/mayor-steven-meiner/, accesat în 12 iulie 2024 Lipsește sau este vid: |title= (ajutor)
2. ↑  2010 U.S. Gazetteer Files, accesat în 9 iulie 2020